# Regió de Stuttgart

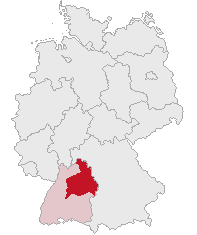
Situació de la regió a Alemanya

Logo de la Regió de Stuttgart

La Regió de Stuttgart (en alemany: Regierungsbezirk Stuttgart) és una de les quatre regions administratives (Regierungsbezirk) de l'estat de Baden-Württemberg, Alemanya, localitzada al nord-est de l'estat. Forma un espai urbà al cor de la Regió Metropolitana de Stuttgart, amb la ciutat de Stuttgart com a capital, i els districtes circumdants de Ludwigsburg, Esslingen, Böblingen, Rems-Murr i Göppingen (cada un a 10–20 km del centre de la ciutat d'Stuttgart). Es subdivideix en tres subregions o associacions regionals (Regionalverband): Heilbronn-Franken, Ostwürttemberg i Stuttgart. Té una àrea de 10.558 km² i una població de 4.016.012 habitants. La Regió de Stuttgart està governada per un parlament electoral.
Situat al cor de Baden-Württemberg i la Unió Europea, la Regió de Stuttgart és el centre de la vida econòmica, científica i política del sud-oest d'Alemanya. Actualment l'àrea té la densitat més alta d'organitzacions científiques, acadèmiques i de recerca d'Alemanya, i corona la lliga nacional per aplicacions de patent.

## Geografia
La Regió de Stuttgart es troba al nord-est de l'estat de Baden-Württemberg i fins al 31 de desembre del 1972 es coneixia amb el nom de regió de Nordwürttemberg.
Limita al sud amb la regió de Tübingen, a l'oest amb la regió de Karlsruhe, i al nord i a l'est amb Baviera. La seva extensió i límits actuals van ser definits en la reforma territorial i administrativa de l'1 de gener del 1973.
De nord-oest al sud-est la regió és de 90 quilòmetres i de sud-oest a nord-est, de 80 quilòmetres. La mida de l'àrea és de 3.654 km². Segons els càlculs fets per la oficina de la zona, el centre geogràfic està localitzat en el sud del districte Rems-Murr, a uns quants centenars de metres del poble Weinstadt-Strümpfelbach, en una vinya.
El Neckar flueix a través de la regió per aproximadament 90 quilòmetres, del qual aproximadament 70 quilòmetres són navegables per aigua. L'afluent més llarg en la regió és el Fils (50 km), que va seguit pel Murr (45 km), pel Rems (35 km) i pel Enz (30 km).
Topogràficament la Regió passa entre 170 m per sobre el nivell del mar (riu Neckar en un dels seus trams) i 835 msnm (muntanya dels Alps suabessos, prop de Hohenstadt).
| Kreise (districtes) | Kreisfreie Städte (ciutats independents) |
| --- | ---------------------------------------- |
| 1. Böblingen. 2. Esslingen. 3. Göppingen. 4. Heidenheim. 5. Heilbronn. 6. Hohenlohe. 7. Ludwigsburg. 8. Main-Tauber. 9. Ostalb. 10. Rems-Murr. 11. Schwäbisch Hall. | 1. Heilbronn. 2. Stuttgart.              |

Les 37 grans ciutats districtals (sota control de la Presidència de la regió administrativa de Stuttgart): 
1. Aalen.
2. Backnang.
3. Bad Mergentheim.
4. Bad Rappenau.
5. Bietigheim-Bissingen.
6. Böblingen.
7. Crailsheim.
8. Ditzingen.
9. Ellwangen (Jagst).
10. Eppingen.
11. Esslingen am Neckar.
12. Fellbach.
13. Geislingen an der Steige.
14. Giengen an der Brenz.
15. Göppingen.
16. Heidenheim an der Brenz.
17. Herrenberg.
18. Kirchheim unter Teck.
19. Kornwestheim.
20. Leinfelden-Echterdingen.
21. Leonberg.
22. Ludwigsburg.
23. Neckarsulm.
24. Nürtingen.
25. Öhringen.
26. Ostfildern.
27. Remseck am Neckar.
28. Schorndorf.
29. Schwäbisch Gmünd.
30. Schwäbisch Hall.
31. Sindelfingen.
32. Vaihingen an der Enz.
33. Waiblingen.
34. Weinstadt.
35. Wertheim.
36. Winnenden.

## Demografia
Aproximadament 2,7 milions de persones viuen en la Regió de Stuttgart, la qual cosa representa una quarta part del total de la població de Baden-Württenberg. La superfície de la Regió és una desena part de l'extensió total de l'estat.
Els nombres d'habitants són resultats de cens de l'oficina estadística estatal de Baden-Württemberg (residència primària única).
| Data                   | Habitants |
| ---------------------- | --------- |
| 31 de desembre de 1973 | 2.373.268 |
| 31 de desembre de 1975 | 2.341.099 |
| 31 de desembre de 1980 | 2.369.273 |
| 31 de desembre de 1985 | 2.348.272 |
| 25 de maig de 1987     | 2.361.412 |
| 31 de desembre de 1990 | 2.484.360 |

| Data                   | Habitants |
| ---------------------- | --------- |
| 31 de desembre de 1995 | 2.566.950 |
| 31 de desembre de 2000 | 2.613.379 |
| 31 de desembre de 2005 | 2.667.766 |
| 31 de desembre de 2010 | 2.678.795 |
| 9 de maig de 2011      | 2.626.864 |
| 31 de desembre de 2015 | 2.735.425 |

## Regió Verband de Stuttgart
La Regió Verband de Stuttgart (VRS), establerta com un ens públic, és un de les 12 associacions regionals de Baden-Württemberg, organització política i administrativa de la Regió de Stuttgart. El 1973, el Regionalverband Mittlerer Neckar va ser rebatejat a Regionalverband Stuttgart fins al 1992. Per llei va ser transferit a la Regió Verband de Stuttgart el 7 de febrer del 1994. Així, amb el nou model de gestió territorial, va rebre atribucions addicionals i té com l'associació regional única en Baden-Württemberg un parlament elegit electoralment. L'assemblea regional de la Regió Verband de Stuttgart és elegida cada cinc anys.
La seva oficina és localitzada en l'oficina d'associacions de Stuttgart. L'associació a més té una oficina a Brussel·les.
El pressupost de VRS pel 2016 era de 389 milions d'euros (2015: 323 milions d'euros).

### Tasques
Les tasques importants obligatòries de les VRS són entre altres:
- Planificació especial regional (planificació regional)
- Planificació de transport regional i transport públic
- Promoció econòmica regional

#### Planificació especial
El VRS és el representant per la planificació especial regional (planificació regional). L'eina més important és el Pla Regional. Aquest pla anomena els llocs centrals següents:
| Centres regionals | Centres regionals          |
| ----------------- | -------------------------- |
| Stuttgart         | Stuttgart Central          |
|                   | Bad Cannstatt (nucli urbà) |
|                   | Feuerbach (nucli urbà)     |
|                   | Vaihingen (nucli urbà)     |
|                   | Weilimdorf (nucli urbà)    |
|                   | Zuffenhausen (nucli urbà)  |

| Centres mitjans                                        |
| ------------------------------------------------------ |
| Backnang                                               |
| Bietigheim-Bissingen (Districte Bietigheim), Besigheim |
| Böblingen, Sindelfingen                                |
| Esslingen am Neckar                                    |
| Geislingen an der Steige                               |
| Göppingen                                              |
| Herrenberg                                             |
| Kirchheim unter Teck                                   |
| Leonberg                                               |
| Ludwigsburg, Kornwestheim                              |
| Nürtingen                                              |
| Schorndorf                                             |
| Vaihingen an der Enz                                   |
| Waiblingen, Fellbach                                   |

| Sub Centre                                                     |
| -------------------------------------------------------------- |
| Ditzingen                                                      |
| Donzdorf                                                       |
| Filderstadt (Districte Bernhausen)                             |
| Leinfelden-Echterdingen (Districtes Leinfelden i Echterdingen) |
| Marbach am Neckar                                              |
| Murrhardt                                                      |
| Ostfildern (Districte Nellingen)                               |
| Plochingen                                                     |
| Weil der Stadt                                                 |
| Weinstadt (Districte Endersbach)                               |
| Welzheim                                                       |
| Winnenden                                                      |

| Centres petits                                                |
| ------------------------------------------------------------- |
| Alfdorf (Ciutat principal)                                    |
| Bad Boll (ciutat principal)                                   |
| Böhmenkirch (Ciutat principal)                                |
| Bönnigheim (Ciutat central)                                   |
| Deggingen (Ciutat principal)                                  |
| Ebersbach an der Fils (ciutat central)                        |
| Eislingen/Fils (Ciutat central)                               |
| Freiberg am Neckar (ciutat central)                           |
| Gäufelden (Districte Nebringen)                               |
| Gerlingen (Ciutat central)                                    |
| Großbottwar (Ciutat central), Oberstenfeld (ciutat principal) |
| Holzgerlingen (Ciutat central)                                |
| Korntal-Münchingen (Districte Korntal)                        |
| Lenningen (districtl Oberlenningen)                           |
| Neckartenzlingen (Ciutat principal)                           |
| Neuffen (Ciutat central)                                      |
| Plüderhausen (Ciutat principal)                               |
| Rechberghausen (Ciutat principal)                             |
| Reichenbach an der Fils (ciutat central)                      |
| Remshalden (Ciutat central)                                   |
| Renningen (Ciutat central)                                    |
| Rudersberg (Ciutat principal)                                 |
| Sachsenheim (Ciutat central Großsachsenheim)                  |
| Steinheim an der Murr (ciutat central)                        |
| Sulzbach an der Murr (ciutat principal)                       |
| Uhingen (Ciutat principal)                                    |
| Waldenbuch (Ciutat principal)                                 |
| Weilheim an der Teck (ciutat central)                         |
| Wendlingen am Neckar (ciutat central)                         |
| Wiesensteig (Ciutat central)                                  |

#### Transport
El VRS és responsable de la planificació de transport regional i el transport públic local. En el pla de transport regional fan previsions del desenvolupament de trànsit per períodes més llargs de temps i noms i avalua mesures urgents per suportar el trànsit previst. El VRS és patrocinador del S-Bahn Stuttgart.

#### Promoció econòmica
Per tal d'exercitar el requerit per llei, en l'àmbit de la promoció econòmica regional, el VRS va fundar juntament amb els altres interessats la "Wirtschaftsförderung Region Stuttgart GmbH" (WRS) l'any 1995. A part de la selecció i l'orientació per a companyies que es volen establir a la Regió de Stuttgart (promoció econòmica exògena), els aproximadament 50 empleats de la WRS consulten i assisteixen en l'àmbit del desenvolupament de les empreses que ja hi estan establertes.
A més la promoció econòmica clàssica en el sentit més estricte (per exemple, a través del màrqueting d'assentaments industrials, l'orientació d'inversors en la seva cerca d'una ubicació), un dels focus està en les activitats de promoció econòmiques de la Regió de Stuttgart i el Suport de grups empresarials segurs. Entre altres:
- Indústria i Enginyeria de l'Automoció
- Enginyeria Mecànica, Enginyeria de la Manufactura
- Energia i Enginyeria Medioambiental
- Tecnologies de la informació (especialment en el camp del programari de codi obert)
- Economia basada en la salut
- Enginyeria aeroespacial
- Indústria cultural

## Infraestructura
Hom pot accedir a la Regió de Stuttgart a través d'un dens conjunt d'autopistes d'accés controlat (Autobahn), autopistes federals (Bundesstraßen) i carreteres de districte (Kreisstrassen). Les Bundesstraßen es van ampliar de quatre a sis carrils correguts en un patró d'estrella cap a la capital de l'estat. Les dues Autobahnen A 8 i A 81 es creuen en la Regió al triangle de Leonberg, un dels encreuaments d'Autobahnen més utilitzats d'Alemanya. La Stuttgarter Hauptbahnhof, l'estació de ferrocarril principal, és un intercanviador per a trajectes de llarga distància, regionals i la S-Bahn-Verkehr. Dins d'un radi de 100 km pot arribar a registrar uns desplaçaments d'uns 12 milions de persones. L'Aeroport de Stuttgart ha esdevingut un hub europeu per a gairebé 60 línies aèries. 10 milions de passatgers l'utilitzen anualment i s'hi embarquen 65.000 tones de càrrega aerotransportada. Ofereix vols a més de 120 destinacions de més de 40 països.

## Importància econòmica

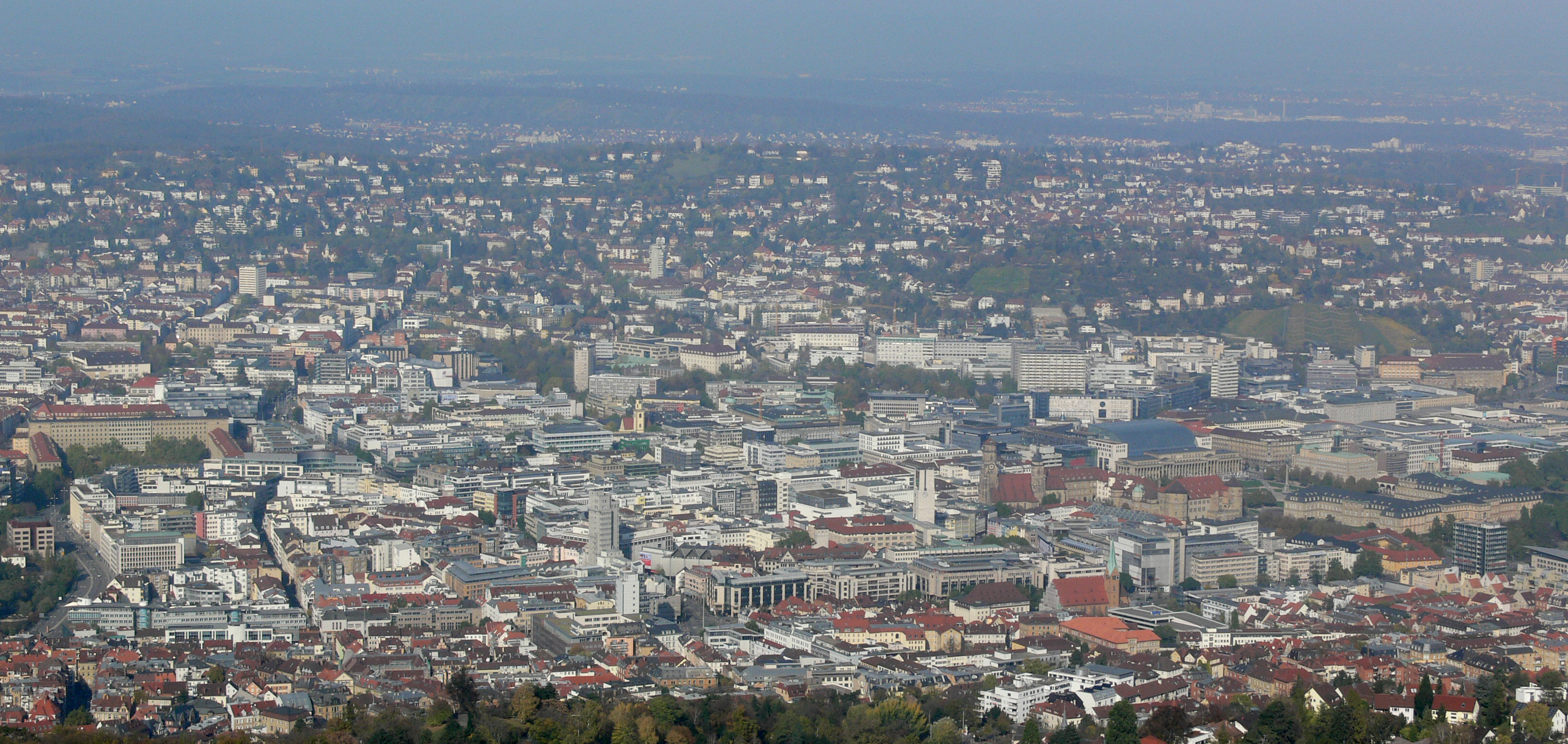
Vista de Stuttgart.

El producte interior brut de la Regió de Stuttgart va arribar als 35.000 € per capita, aproximadament 64.000 € per persona empleada i 120.000 milions en total. L'índex d'atur és del 4,8 per cent. La Regió de Stuttgart és un dels centres econòmics d'Europa. Això és degut no només a la influència d'empreses internacionals, com Daimler, Porsche, Robert Bosch, Celesio, Hewlett-Packard i IBM (totes les quals tenen la seva seu mundial o alemanya aquí), sinó també a la influència d'empreses mitjanes com Behr, Kärcher, Märklin, Stihl, Festo, i Trumpf. En total, aproximadament 150.000 empreses estan localitzades en la Regió de Stuttgart. El 24 per cent dels empleats de la Regió de Stuttgart treballen en el sector de l'alta tecnologia, la qual cosa suposa un rècord europeu.

## Àrea Metropolitana de Stuttgart
L'Àrea Metropolitana de Stuttgart (amb una població de 5,3 milions), segons la definició de la Unió Europea, no és idèntica amb la Regió de Stuttgart interior ni amb el Districte Administratiu de Stuttgart.
La Àrea Metropolitana de Stuttgart consisteix en una de les ciutats més grans (aproximadament 50 km al centre de la ciutat de Stuttgart):
- Regió de Stuttgart, 2,7 milions d'habitants
- Heilbronn, 120.000 habitants, Districte Administratiu de Stuttgart
- Schwäbisch Gmünd, 65.000 habitants, Districte Administratiu de Stuttgart
- Tübingen, 85.000 habitants, Districte Administratiu de Tübingen
- Reutlingen, 115.000 habitants, Districte Administratiu de Tübingen
- Pforzheim, 115.000 habitants, Districte Administratiu de Karlsruhe i els seus comtats circumdants.

## Curiositats
- Cada any es tramiten més de 3.600 patents en la Regió de Stuttgart.
- A més del cotxe, el classificador, la fotocopiadora d'oficina, les mitges de niló, la bugia, el trepant, la barbacoa, l'Unimog, l'Escarabat de Volkswagen i la ràdio portàtil van ser inventades aquí.